# 奧厄河 (呂厄河支流)
53°30′43.5″N 9°35′27.25″E / 53.512083°N 9.5909028°E

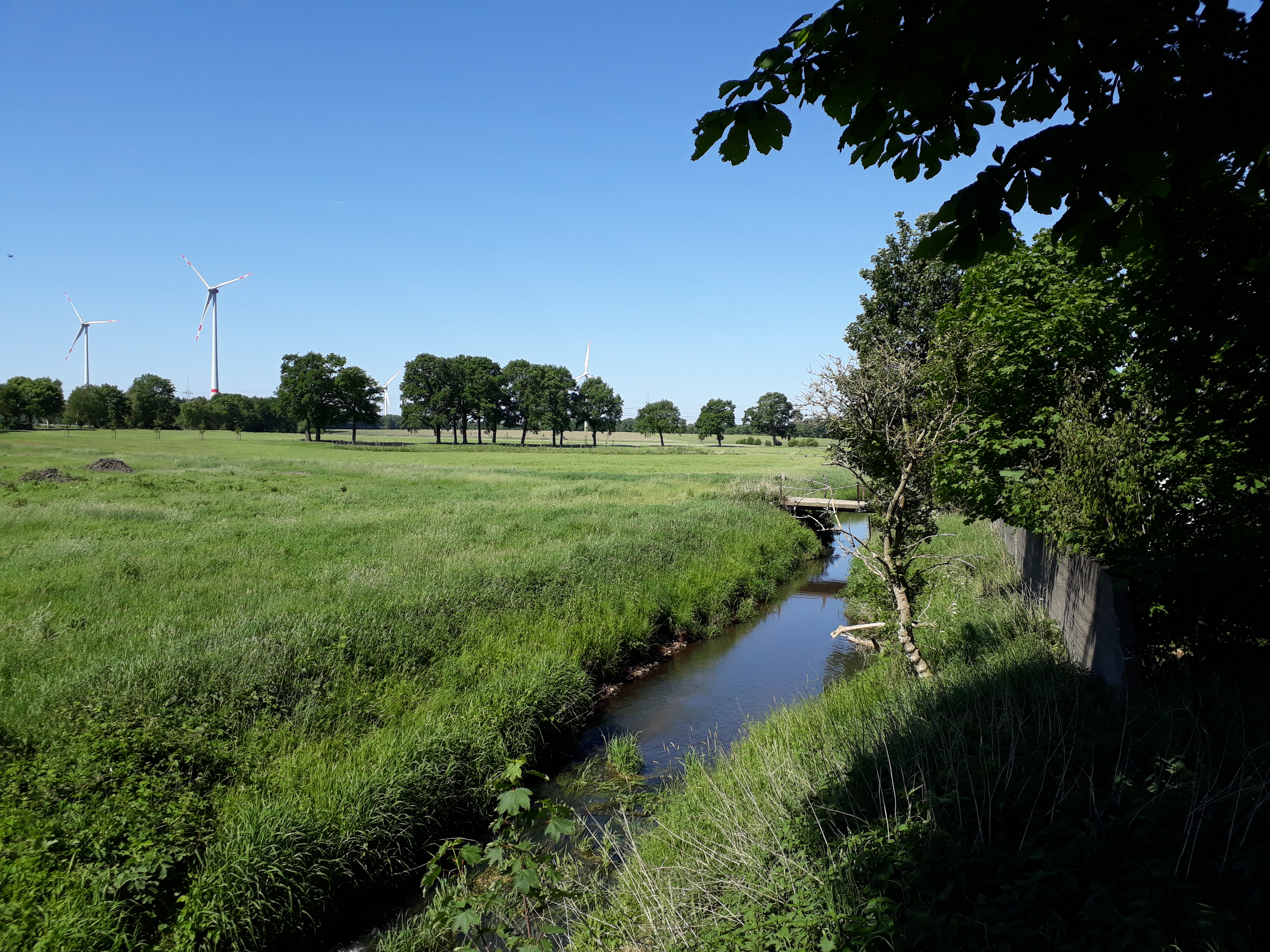
奧厄河（呂厄河支流）

奧厄河（德語：Aue），是德國的河流，位於該國西北部，由下薩克森州負責管轄，屬於呂厄河的支流，河道全長32公里，發源自阿勒施泰特附近，河口處在霍訥堡。